# بطولة آسيا تحت 23 سنة لكرة القدم 2018
بطولة آسيا تحت 23 سنة لكرة القدم 2018 (المعروفة أيضا باسم كأس آسيا تحت 23 سنة 2018) هي النسخة الثالثة من بطولة آسيا تحت 23 سنة لكرة القدم، وهي بطولة كرة قدم إثناسنوية دولية مقيدة في السن ينظمها الاتحاد الآسيوي لكرة القدم من أجل الفرق الوطنية للرجال تحت 23 سنة. وسيتنافس ما مجموعه 16 فريقا في المسابقة. ومن المقرر عقدها في الفترة من 9 إلى 27 يناير 2018، وستستضيفها الصين.
اليابان دخلت المسابقة كحامل اللقب.

## اختيار المستضيف
- الصين[3]

## المنتخبات المتاهلة
تأهل المنتخبات ال 16 التالية للبطولة النهائية
| المنتخب        | الطريقة التأهيل              | تاريخ التأهيل  | مشاركة سابقة في البطولة1                                                           |
| -------------- | ---------------------------- | -------------- | ---------------------------------------------------------------------------------- |
| الصين          | بطل مجموعة 10 و مضيف         | 25 نوفمبر 2016 | 2 (بطولة آسيا تحت 22 سنة لكرة القدم 2013، بطولة آسيا تحت 23 سنة لكرة القدم 2016)   |
| عمان           | بطل مجموعة 1                 | 23 يوليو 2017  | 1 (بطولة آسيا تحت 22 سنة لكرة القدم 2013)                                          |
| العراق         | بطل مجموعة 2                 | 23 يوليو 2017  | 2 (بطولة آسيا تحت 22 سنة لكرة القدم 2013) , بطولة آسيا تحت 23 سنة لكرة القدم 2016) |
| قطر            | بطل مجموعة 3                 | 23 يوليو 2017  | 1 (بطولة آسيا تحت 23 سنة لكرة القدم 2016)                                          |
| أوزبكستان      | بطل مجموعة 4                 | 19 يوليو 2017  | 2 (بطولة آسيا تحت 22 سنة لكرة القدم 2013), (بطولة آسيا تحت 23 سنة لكرة القدم 2016) |
| فلسطين         | بطل مجموعة 5                 | 23 يوليو 2017  | 0 (لا يوجد مشاركة سابقة)                                                           |
| أستراليا       | بطل مجموعة 6                 | 23 يوليو 2017  | 2 (بطولة آسيا تحت 22 سنة لكرة القدم 2013), (بطولة آسيا تحت 23 سنة لكرة القدم 2016) |
| كوريا الشمالية | بطل مجموعة 7                 | 23 يوليو 2017  | 2 (بطولة آسيا تحت 22 سنة لكرة القدم 2013), (بطولة آسيا تحت 23 سنة لكرة القدم 2016) |
| ماليزيا        | بطل مجموعة 8                 | 23 يوليو 2017  | 0 (لا يوجد مشاركة سابقة)                                                           |
| كوريا الجنوبية | بطل مجموعة 9                 | 23 يوليو 2017  | 2 (بطولة آسيا تحت 22 سنة لكرة القدم 2013), (بطولة آسيا تحت 23 سنة لكرة القدم 2016) |
| تايلاند        | أفضل الوصيف الأول مجموعة 8   | 23 يوليو 2017  | 1 (بطولة آسيا تحت 23 سنة لكرة القدم 2016)                                          |
| سوريا          | أفضل الوصيف الثاني مجموعة 2  | 23 يوليو 2017  | 2 (بطولة آسيا تحت 22 سنة لكرة القدم 2013), (بطولة آسيا تحت 23 سنة لكرة القدم 2016) |
| فيتنام         | أفضل الوصيف الثالث مجموعة 9  | 23 يوليو 2017  | 1 (بطولة آسيا تحت 23 سنة لكرة القدم 2016)                                          |
| الأردن         | أفضل الوصيف الرابع مجموعة 5  | 23 يوليو 2017  | 2 (بطولة آسيا تحت 22 سنة لكرة القدم 2013), (بطولة آسيا تحت 23 سنة لكرة القدم 2016) |
| اليابان        | أفضل الوصيف الخامس مجموعة 10 | 23 يوليو 2017  | 2 (بطولة آسيا تحت 22 سنة لكرة القدم 2013), (بطولة آسيا تحت 23 سنة لكرة القدم 2016) |
| السعودية       | أفضل الوصيف السادس مجموعة 2  | 23 يوليو 2017  | 2 (بطولة آسيا تحت 22 سنة لكرة القدم 2013), (بطولة آسيا تحت 23 سنة لكرة القدم 2016) |

## الأماكن
تلعب المنافسة في أربعة أماكن في أربع مدن، جميعها في مقاطعة جيانغسو.
| تشانغجو                                                                        | تشانغجو                       | كونشان        | كونشان        |
| ------------------------------------------------------------------------------ | ----------------------------- | ------------- | ------------- |
| مركز تشانغجو الرياضي الأولمبي                                                  | مركز تشانغجو الرياضي الأولمبي | ملعب كونشان   | ملعب كونشان   |
| السعة: 38,000                                                                  | السعة: 38,000                 | السعة: 25,000 | السعة: 25,000 |
|                                                                                |                               |               |               |
| تشانغجو كونشان جيانغيين تشانغشوبطولة آسيا تحت 23 سنة لكرة القدم 2018 (Jiangsu) |                               |               |               |
| جيانغيين                                                                       | جيانغيين                      | تشانغشو       | تشانغشو       |
| ملعب جيانغيين                                                                  | ملعب جيانغيين                 | ملعب تشانغشو  | ملعب تشانغشو  |
| السعة: 31,000                                                                  | السعة: 31,000                 | السعة: 35,000 | السعة: 35,000 |
|                                                                                |                               |               |               |

## القرعة
القرعة 16 فريقًا المنافسة في النهائية بطولة آسيا تحت 23 سنة لكرة القدم 2018 في الصين.
| الوعاء 1                                                   | الوعاء 2                                       | الوعاء 3                                     | الوعاء 4                               |
| ---------------------------------------------------------- | ---------------------------------------------- | -------------------------------------------- | -------------------------------------- |
| 1. الصين (المستضيف) 2. اليابان 3. كوريا الجنوبية 4. العراق | 1. قطر 2. كوريا الشمالية 3. الأردن 4. أستراليا | 1. أوزبكستان 2. سوريا 3. السعودية 4. تايلاند | 1. فيتنام 2. عمان 3. ماليزيا 4. فلسطين |

## مرحلة المجموعات

### المجموعة أ
| م | الفريق    | لعب | ف | ت | خ | أ.له | أ.ع | أ.ف | نقاط | التأهل             |
| - | --------- | --- | - | - | - | ---- | --- | --- | ---- | ------------------ |
| 1 | قطر       | 3   | 3 | 0 | 0 | 4    | 1   | +3  | 9    | مرحلة خروج المغلوب |
| 2 | أوزبكستان | 3   | 2 | 0 | 1 | 2    | 1   | +1  | 6    | مرحلة خروج المغلوب |
| 3 | الصين (H) | 3   | 1 | 0 | 2 | 4    | 3   | +1  | 3    |                    |
| 4 | عمان      | 3   | 0 | 0 | 3 | 0    | 5   | −5  | 0    |                    |

| الصين                                            | 3–0   | عمان |
| ------------------------------------------------ | ----- | ---- |
| - يانغ لييو 30' - لي شياومينغ 34' - وي شيهاو 53' | تقرير |      |

| قطر           | 1–0   | أوزبكستان |
| ------------- | ----- | --------- |
| المعز علي 55' | تقرير |           |

| أوزبكستان      | 1–0   | الصين |
| -------------- | ----- | ----- |
| - عليجانوف 14' | تقرير |       |

| عمان | 0–1   | قطر        |
| ---- | ----- | ---------- |
|      | تقرير | - عفيف 43' |

| الصين            | 1–2   | قطر                  |
| ---------------- | ----- | -------------------- |
| - ياو جونشينغ 3' | تقرير | - المعز علي 44'، 77' |

| أوزبكستان            | 1–0   | عمان |
| -------------------- | ----- | ---- |
| - الرشيدي 36' (ه.ذ.) | تقرير |      |

### المجموعة ب
| م | الفريق         | لعب | ف | ت | خ | أ.له | أ.ع | أ.ف | نقاط | التأهل             |
| - | -------------- | --- | - | - | - | ---- | --- | --- | ---- | ------------------ |
| 1 | اليابان        | 3   | 3 | 0 | 0 | 5    | 1   | +4  | 9    | مرحلة خروج المغلوب |
| 2 | فلسطين         | 3   | 1 | 1 | 1 | 6    | 3   | +3  | 4    | مرحلة خروج المغلوب |
| 3 | كوريا الشمالية | 3   | 1 | 1 | 1 | 3    | 4   | −1  | 4    |                    |
| 4 | تايلاند        | 3   | 0 | 0 | 3 | 1    | 7   | −6  | 0    |                    |

| كوريا الشمالية | 1–0   | تايلاند |
| -------------- | ----- | ------- |
| - ري هون 2'    | تقرير |         |

| اليابان        | 1–0   | فلسطين |
| -------------- | ----- | ------ |
| - إيتاكورا 20' | تقرير |        |

| فلسطين     | 1–1   | كوريا الشمالية    |
| ---------- | ----- | ----------------- |
| - دباغ 16' | تقرير | - باسم 74' (ه.ذ.) |

| تايلاند | 0–1   | اليابان        |
| ------- | ----- | -------------- |
|         | تقرير | - إيتاكورا 90' |

| اليابان                                             | 3–1   | كوريا الشمالية    |
| --------------------------------------------------- | ----- | ----------------- |
| - ياناغي 32' - مييوشي 43' - كانغ جو-هيوك 73' (ه.ذ.) | تقرير | - كيم يو-سونغ 52' |

| تايلاند        | 1–5   | فلسطين                                                  |
| -------------- | ----- | ------------------------------------------------------- |
| - سامفاودي 44' | تقرير | - فنون 15' - دباغ 26' - يوسف 30' - درويش 32' - قنبر 88' |

### المجموعة ج
| م | الفريق   | لعب | ف | ت | خ | أ.له | أ.ع | أ.ف | نقاط | التأهل             |
| - | -------- | --- | - | - | - | ---- | --- | --- | ---- | ------------------ |
| 1 | العراق   | 3   | 2 | 1 | 0 | 5    | 1   | +4  | 7    | مرحلة خروج المغلوب |
| 2 | ماليزيا  | 3   | 1 | 1 | 1 | 3    | 5   | −2  | 4    | مرحلة خروج المغلوب |
| 3 | الأردن   | 3   | 0 | 2 | 1 | 3    | 4   | −1  | 2    |                    |
| 4 | السعودية | 3   | 0 | 2 | 1 | 2    | 3   | −1  | 2    |                    |

| العراق                                      | 4–1   | ماليزيا    |
| ------------------------------------------- | ----- | ---------- |
| - جفال 5' - عطوان 28' - مهاوي 56' - علي 81' | تقرير | - صفوي 79' |

| الأردن          | 2–2   | السعودية                             |
| --------------- | ----- | ------------------------------------ |
| - فيصل 12'، 78' | تقرير | - العمري 85' - الشملان 90+4' (ركلة.) |

| ماليزيا            | 1–1   | الأردن      |
| ------------------ | ----- | ----------- |
| - صفوي 43' (ركلة.) | تقرير | - البري 16' |

| السعودية | 0–0   | العراق |
| -------- | ----- | ------ |
|          | تقرير |        |

| العراق    | 1–0   | الأردن |
| --------- | ----- | ------ |
| - رسن 49' | تقرير |        |

| السعودية | 0–1   | ماليزيا      |
| -------- | ----- | ------------ |
|          | تقرير | - دانيال 28' |

### المجموعة د
| م | الفريق         | لعب | ف | ت | خ | أ.له | أ.ع | أ.ف | نقاط | التأهل             |
| - | -------------- | --- | - | - | - | ---- | --- | --- | ---- | ------------------ |
| 1 | كوريا الجنوبية | 3   | 2 | 1 | 0 | 5    | 3   | +2  | 7    | مرحلة خروج المغلوب |
| 2 | فيتنام         | 3   | 1 | 1 | 1 | 2    | 2   | 0   | 4    | مرحلة خروج المغلوب |
| 3 | أستراليا       | 3   | 1 | 0 | 2 | 5    | 5   | 0   | 3    |                    |
| 4 | سوريا          | 3   | 0 | 2 | 1 | 1    | 3   | −2  | 2    |                    |

| أستراليا                      | 3–1   | سوريا             |
| ----------------------------- | ----- | ----------------- |
| - بلاكوود 8'، 77' - كاماو 43' | تقرير | - دينغ 53' (ه.ذ.) |

| كوريا الجنوبية                      | 2–1   | فيتنام                |
| ----------------------------------- | ----- | --------------------- |
| - تشو يونغ-ووك 29' - لي كيون-هو 73' | تقرير | - نغوين كوانغ هاي 17' |

| فيتنام                | 1–0   | أستراليا |
| --------------------- | ----- | -------- |
| - نغوين كوانغ هاي 72' | تقرير |          |

| سوريا | 0–0   | كوريا الجنوبية |
| ----- | ----- | -------------- |
|       | تقرير |                |

| كوريا الجنوبية                            | 3–2   | أستراليا                     |
| ----------------------------------------- | ----- | ---------------------------- |
| - لي كيون-هو 18'، 65' - هان سيونغ-غيو 44' | تقرير | - كاوبورن 72' - بوهاغيار 76' |

| سوريا | 0–0   | فيتنام |
| ----- | ----- | ------ |
|       | تقرير |        |

## مرحلة خروج المغلوب

### القوس
|  | ربع النهائي         | ربع النهائي    |                    |       | نصف النهائي | نصف النهائي |  |  | النهائي | النهائي |
|  |                     |                |                    |       |             |             |  |  |         |         |
|  | 19 يناير – تشانغجو  |                |                    |       |             |             |  |  |         |         |
|  |                     |                |                    |       |             |             |  |  |         |         |
|  | قطر                 | 3              |                    |       |             |             |  |  |         |         |
|  | قطر                 | 3              | 23 يناير – تشانغجو |       |             |             |  |  |         |         |
|  | فلسطين              | 2              |                    |       |             |             |  |  |         |         |
|  | فلسطين              | 2              | قطر                | 2 (3) |             |             |  |  |         |         |
|  | 20 يناير – تشانغشو  |                | قطر                | 2 (3) |             |             |  |  |         |         |
|  |                     | فيتنام (ج.)    | 2 (4)              |       |             |             |  |  |         |         |
|  | العراق              | فيتنام (ج.)    | 2 (4)              | 3 (3) |             |             |  |  |         |         |
|  | العراق              |                | 26 يناير – تشانغجو | 3 (3) |             |             |  |  |         |         |
|  | فيتنام (ج.)         | 3 (5)          |                    |       |             |             |  |  |         |         |
|  | فيتنام (ج.)         | 3 (5)          | فيتنام             |       |             |             |  |  |         |         |
|  | 19 يناير – جيانغيين |                |                    |       |             |             |  |  |         |         |
|  |                     | أوزبكستان      |                    |       |             |             |  |  |         |         |
|  | اليابان             | 0              |                    |       |             |             |  |  |         |         |
|  | اليابان             | 0              | 23 يناير – كونشان  |       |             |             |  |  |         |         |
|  | أوزبكستان           | 4              |                    |       |             |             |  |  |         |         |
|  | أوزبكستان           | 4              | أوزبكستان (ب.و.إ.) | 4     |             |             |  |  |         |         |
|  | 20 يناير – كونشان   |                | أوزبكستان (ب.و.إ.) | 4     |             |             |  |  |         |         |
|  |                     | كوريا الجنوبية | 1                  |       | النهائي     | النهائي     |  |  |         |         |
|  | كوريا الجنوبية      | كوريا الجنوبية | 1                  | 2     | النهائي     | النهائي     |  |  |         |         |
|  | كوريا الجنوبية      |                | 27 يناير – كونشان  | 2     |             |             |  |  |         |         |
|  | ماليزيا             | 1              |                    |       |             |             |  |  |         |         |
|  | ماليزيا             | 1              | قطر                | 1     |             |             |  |  |         |         |
|  |                     |                |                    |       |             |             |  |  |         |         |
|  | كوريا الجنوبية      | 0              |                    |       |             |             |  |  |         |         |
|  | كوريا الجنوبية      | 0              |                    |       |             |             |  |  |         |         |

### ربع النهائي
| اليابان | 0–4   | أوزبكستان                                        |
| ------- | ----- | ------------------------------------------------ |
|         | تقرير | - صديقوف 31' - خامداموف 34' - ياخشيبويف 39'، 47' |

| قطر                                 | 3–2   | فلسطين                 |
| ----------------------------------- | ----- | ---------------------- |
| - المعز علي 32'، 34' - هاشم علي 53' | تقرير | - دباغ 60' - درويش 87' |

| كوريا الجنوبية                       | 2–1   | ماليزيا         |
| ------------------------------------ | ----- | --------------- |
| - تشو جاي-وان 1' - هان سيونغ-غيو 85' | تقرير | - ناداراجاه 67' |

| العراق                               | 3–3 (ب.و.إ.) | فيتنام                                                      |
| ------------------------------------ | ------------ | ----------------------------------------------------------- |
| - حسين 29' (ركلة.)، 94' - مهاوي 116' | تقرير        | - نغوين كونغ فونغ 12' - فان فان دوك 108' - ها دوك تشين 112' |

### نصف النهائي
| قطر                                | 2–2 (ب.و.إ.) | فيتنام                     |
| ---------------------------------- | ------------ | -------------------------- |
| - عفيف 39' (ركلة.) - المعز علي 87' | تقرير        | - نغوين كوانغ هاي 69'، 88' |

| أوزبكستان                                                      | 4–1 (ب.و.إ.) | كوريا الجنوبية      |
| -------------------------------------------------------------- | ------------ | ------------------- |
| - أورينبويف 33' - غانييف 99' - ياخشيبويف 110' - كوميلوف 120+1' | تقرير        | - هوانغ هيون-سو 58' |

### مباراة المركز الثالث
| قطر        | 1–0   | كوريا الجنوبية |
| ---------- | ----- | -------------- |
| - عفيف 39' | تقرير |                |

### النهائي
| فيتنام                | 1–2 (ب.و.إ.) | أوزبكستان                     |
| --------------------- | ------------ | ----------------------------- |
| - نغوين كوانغ هاي 41' | تقرير        | - أشورماتوف 8' - سيدوروف 120' |

## الفائز
| فائز بطولة آسيا تحت 23 سنة لكرة القدم 2018 |
| ------------------------------------------ |
| · أوزبكستان · للمرة الأولى                 |

## الإحصائيات

### الهدافون
5 أهداف
- المعز علي

3 أهداف
- عدي دباغ
- لي كيون-هو

هدفين
- جورج بلاكوود
- جاسوربيك ياخشيبويف
- بهاء فيصل
- أيمن حسين
- علاء علي مهاوي
- كو إيتاكورا
- محمد درويش
- نغوين كوانغ هاي
- هان سيونغ-غيو
- صفوي راشد

هدف
- ترينت بوهاغيار
- بروس كاماو
- نيك كاوبورن
- خوجي أكبر عليجانوف
- دوستونبيك خامداموف
- جواهر صديقوف
- دوستونبيك تورسونوف
- ورد البري
- عبد الإله العمري
- راكان الشملان
- يانغ لييو
- لي شياومينغ
- ياو جونشينغ
- وي شيهاو
- محمد خالد جفال
- بشار رسن
- أمجد عطوان
- حسين علي جاسم
- تشينروب سامفاودي
- أكرم عفيف
- هاشم علي
- شهاب قنبر
- مهند فنون
- محمود يوسف
- فان فان دوك
- نغوين كونغ فونغ
- ها دوك تشين
- تشو جاي-وان
- تشو يونغ-ووك
- ري هون
- كيم يو-سونغ
- ثانابالان ناداراجاه

هدف ذاتي
- توماس دينغ (لعب ضد سوريا)
- ثاني الرشيدي (لعب ضد أوزبكستان)
- محمد باسم (لعب ضد كوريا الشمالية)
- كانغ جو-هيوك (لعب ضد اليابان)

### ترتيب فرق المسابقة
حسب الاتفاقية الإحصائية في كرة القدم، فإن المباريات التي تحسم في الوقت الإضافي يتم احتسابها كانتصارات وهزائم، بينما المباريات التي تحسم عن طريق ركلات الجزاء الترجيحية تحسب كتعادلات.
| م      | الفريق         | لعب | ف | ت | خ | أ.له | أ.ع | أ.ف | نقاط | النتيجة النهائية         |
| ------ | -------------- | --- | - | - | - | ---- | --- | --- | ---- | ------------------------ |
| الأول  | أوزبكستان      | 6   | 5 | 0 | 1 | 12   | 3   | +9  | 15   | البطل                    |
| الثاني | فيتنام         | 6   | 1 | 3 | 2 | 8    | 9   | −1  | 6    | الوصيف                   |
| الثالث | قطر            | 6   | 5 | 1 | 0 | 10   | 5   | +5  | 16   | المركز الثالث            |
| 4      | كوريا الجنوبية | 6   | 3 | 1 | 2 | 8    | 9   | −1  | 10   | المركز الرابع            |
|        |                |     |   |   |   |      |     |     |      |                          |
| 5      | اليابان        | 4   | 3 | 0 | 1 | 5    | 5   | 0   | 9    | إقصاء في ربع النهائي     |
| 6      | العراق         | 4   | 2 | 2 | 0 | 8    | 4   | +4  | 8    | إقصاء في ربع النهائي     |
| 7      | فلسطين         | 4   | 1 | 1 | 2 | 8    | 6   | +2  | 4    | إقصاء في ربع النهائي     |
| 8      | ماليزيا        | 4   | 1 | 1 | 2 | 4    | 7   | −3  | 4    | إقصاء في ربع النهائي     |
|        |                |     |   |   |   |      |     |     |      |                          |
| 9      | كوريا الشمالية | 3   | 1 | 1 | 1 | 3    | 4   | −1  | 4    | إقصاء في مرحلة المجموعات |
| 10     | الصين          | 3   | 1 | 0 | 2 | 4    | 3   | +1  | 3    | إقصاء في مرحلة المجموعات |
| 11     | أستراليا       | 3   | 1 | 0 | 2 | 5    | 5   | 0   | 3    | إقصاء في مرحلة المجموعات |
| 12     | الأردن         | 3   | 0 | 2 | 1 | 3    | 4   | −1  | 2    | إقصاء في مرحلة المجموعات |
| 13     | السعودية       | 3   | 0 | 2 | 1 | 2    | 3   | −1  | 2    | إقصاء في مرحلة المجموعات |
| 14     | سوريا          | 3   | 0 | 2 | 1 | 1    | 3   | −2  | 2    | إقصاء في مرحلة المجموعات |
| 15     | عمان           | 3   | 0 | 0 | 3 | 0    | 5   | −5  | 0    | إقصاء في مرحلة المجموعات |
| 16     | تايلاند        | 3   | 0 | 0 | 3 | 1    | 7   | −6  | 0    | إقصاء في مرحلة المجموعات |

## وصلات خارجية
- بطولة آسيا تحت 23 عاما، الموقع الرسمي للاتحاد الآسيوي.